# Doppelachse
Als Doppelachse wurde im Verkehrsrecht der Abstand zweier Achsen von mehr als 1 m und weniger als 2 m definiert. In Deutschland wird im § 34 (4) Nr. 2 der aktuellen StVZO der Begriff der Doppelachslast verwendet, die bei weniger als 1,8 m Achsabstand für Kraftfahrzeuge Anwendung findet. Beträgt der Achsabstand zweier Achsen weniger als 1 m wird auch von einer Tandemachse gesprochen.

## Technik
Achsen in sehr kurzem Abstand werden gebraucht, um die gesetzlich vorgeschriebene Begrenzung der Tragfähigkeit der Einzelachse zu erhöhen. Bei der Doppelachse unterscheidet man hinsichtlich der Aufhängung (gemeinsam mit Starrachse und Blattfedern/einzelne Längslenker) und der Lenkbarkeit (ungelenkt/lenkbar). Bei angetriebenen Doppelachsen spricht man auch von Doppelachsaggregat. Mit Doppelachslenkung ausgestattet war der Mercedes-Benz LP 333 von 1958, der als Vorläufer heutiger Mehrlenker in Deutschland gilt. Tandemanhänger mit Ausgleichsnabe entwickelte Kässbohrer schon 1937; 1965 stellte Müller-Mitteltal den Tandemanhänger mit Pritsche und Aufbau vor.

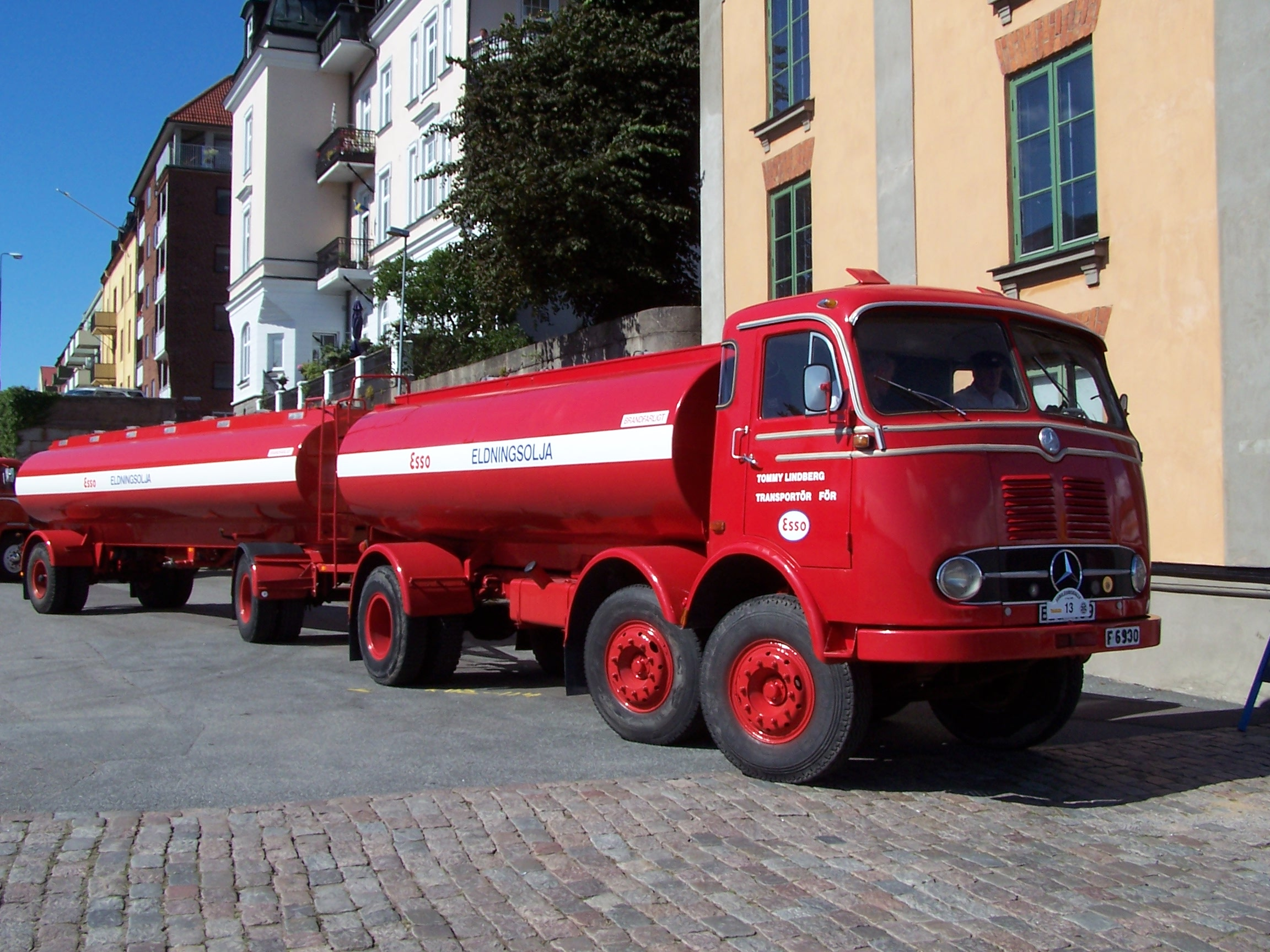
Doppelachse gelenkt
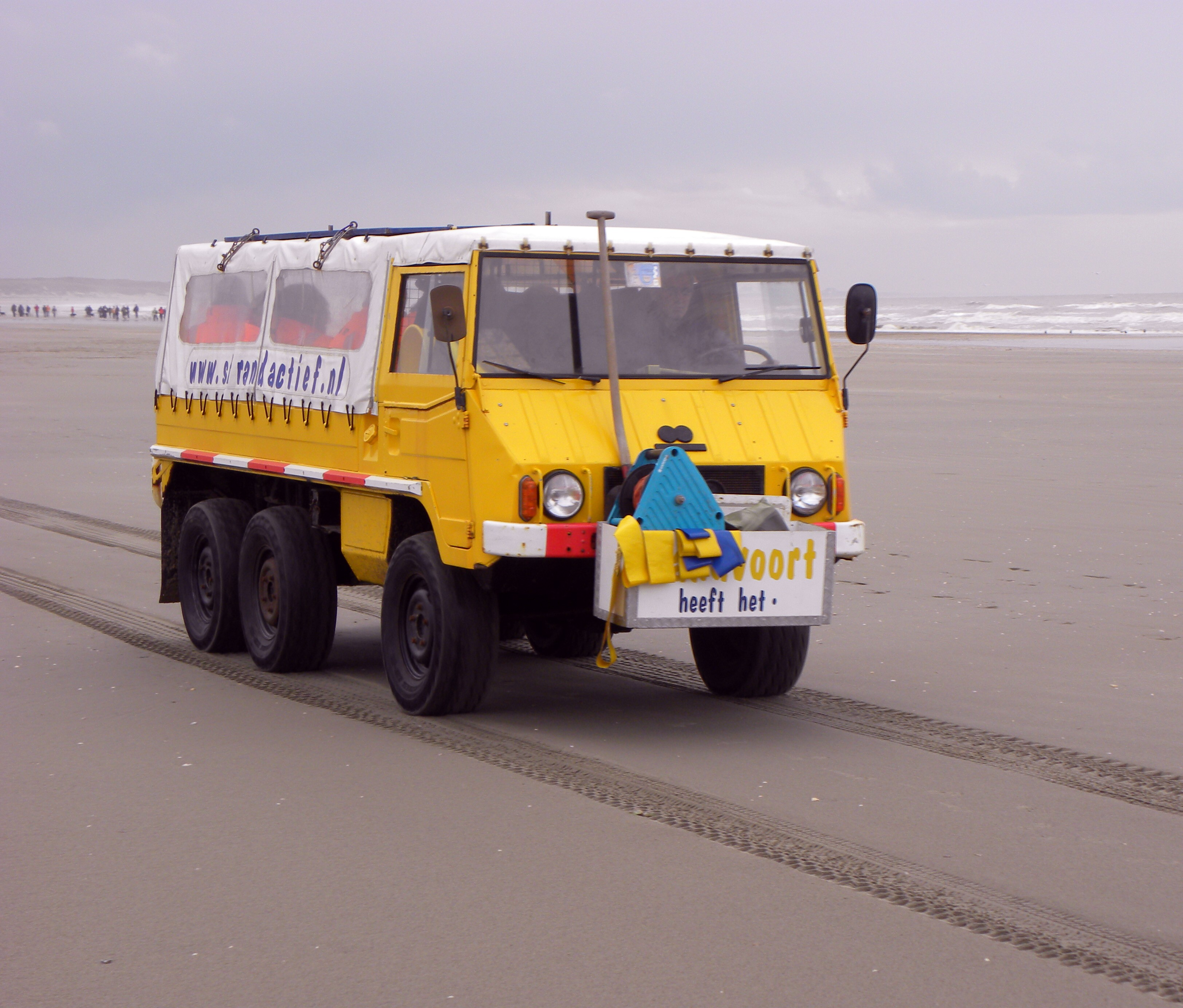
Doppelachse ungelenkt
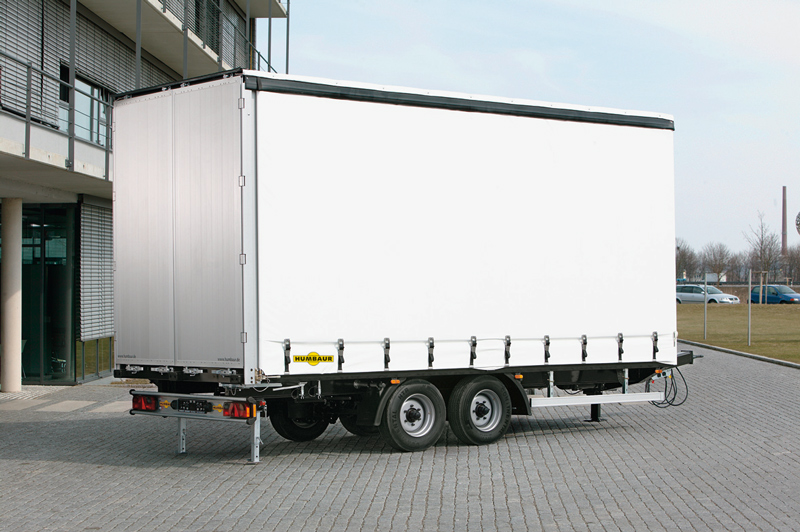
Tandemachse (Anhänger)
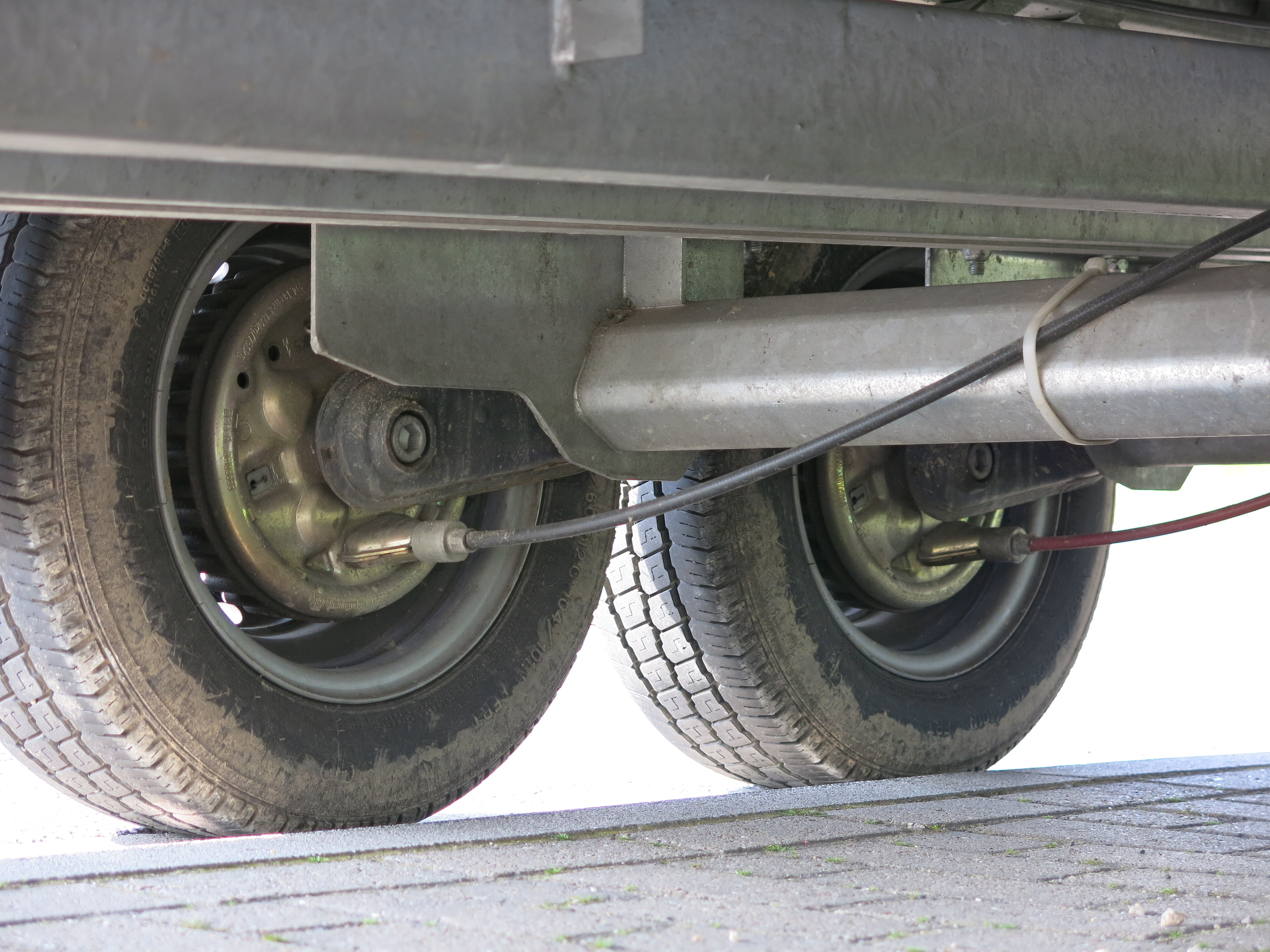
Längslenker-Aufhängung
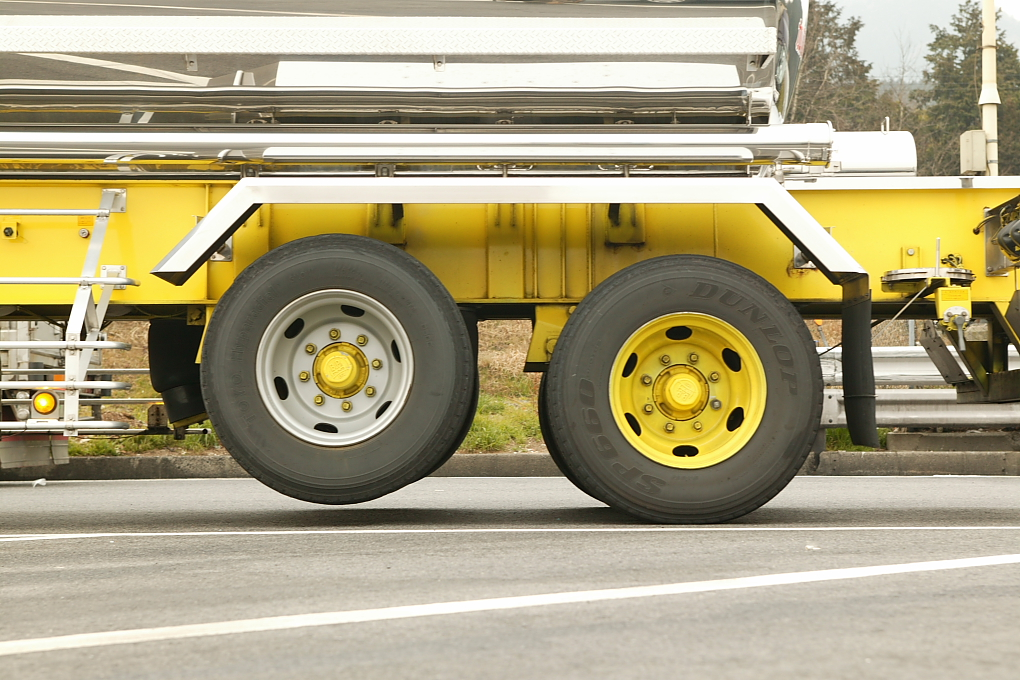
Tandemachse mit vorderer angehobener Liftachse

## Zulässige Doppelachslasten
|                  | Kraftfahrzeuge | Anhänger |
| <1 m Achsabstand | 11,5 t         | 11 t     |
| 1 m bis <1,3 m   | 16 t           | 16 t     |
| 1,3 m bis <1,8 m | 18 t/19 t      | 18 t     |
| 1,8 m und mehr   | -              | 20 t     |